# Knattspyrnufélagið Fram
A Knattspyrnufélagið Fram, nemzetközi mérkőzéseken Fram Reykjavík egy izlandi labdarúgócsapat. A klub székhelye Reykjavíkban van, jelenleg az első osztályban szerepelnek. 18 bajnoki címével az egyik legsikeresebb izlandi klub.
A csapatot 1908-ban alapították, ezalatt 18 bajnoki címet, valamint hét kupagyőzelmet szerzett. Eddig mindössze egyszer, 2005-ben esett ki az élvonalból, ahová 2007-ben jutott vissza. Miután feljutott, első szezonjában hetedik lett. 2008-ban már javított, a harmadik helyen végzett.

## Sikerek
- Bajnok:
  - 1913, 1914, 1915, 1916, 1917, 1918, 1921, 1922, 1923, 1925, 1939, 1946, 1947, 1962, 1972, 1986, 1988, 1990
- Kupagyőztes:
  - 1970, 1973, 1979, 1980, 1985, 1987, 1989

## Jelenlegi keret
| #  |       | Poszt | Név                      |
| -- | ----- | ----- | ------------------------ |
| 1  | ISL   | K     | Hannes Þór Halldórsson   |
| 2  | ISL   | V     | Óðinn Árnason            |
| 3  | ISL   | KP    | Ingvar Þór Ólason        |
| 4  | skót  | KP    | Paul McShane             |
| 5  | ISL   | V     | Auðun Helgason           |
| 6  | ISL   | V     | Reynir Leósson           |
| 7  | ISL   | KP    | Daði Guðmundsson         |
| 8  | ISL   | CS    | Heiðar Geir Júlíusson    |
| 9  | angol | V     | Sam Tillen               |
| 10 | ISL   | CS    | Hjálmar Þórarinsson      |
| 11 | ISL   | CS    | Jón Þorgrímur Stefánsson |
| 12 | ISL   | K     | Birkir Kristinsson       |

| #  |       | Poszt | Név                       |
| -- | ----- | ----- | ------------------------- |
| 14 | ISL   | KP    | Hlynur Atli Magnússon     |
| 16 | ISL   | KP    | Halldór Hermann Jónsson   |
| 17 | ISL   | CS    | Grímur Björn Grímsson     |
| 19 | angol | KP    | Joe Tillen                |
| 20 | ISL   | KP    | Örn Kató Hauksson         |
| 21 | ISL   | CS    | Guðmundur Magnússon       |
| 22 | ISL   | CS    | Ívar Björnsson            |
| 23 | ISL   | V     | Jón Guðni Fjóluson        |
| 24 | ISL   | V     | Kristinn Ingi Halldórsson |
| 26 | ISL   | KP    | Jón Orri Ólafsson         |
| 30 | ISL   | K     | Ögmundur Kristinsson      |